# John Hulme (cầu thủ bóng đá)
John J. Hulme (6 tháng 2 năm 1945 - 26 tháng 5 năm 2008) là một cầu thủ bóng đá và huấn luyện viên bóng đá người Anh.

## Sự nghiệp
Sinh ra ở Mobberley, Hulme thi đấu ở Football League ở vị trí trung vệ cho Bolton Wanderers, Notts County, Reading và Bury, trước khi sang Thụy Sĩ để trở thành cầu thủ-huấn luyện viên của FC La Chaux-de-Fonds.
Ông mất ngày 26 tháng 5 năm 2008, lúc 63 tuổi, vì ung thư tụy.